# Chotcza Górna
Chotcza Górna – wieś sołecka w Polsce położona w województwie mazowieckim, w powiecie lipskim, w gminie Chotcza.
| SIMC    | Nazwa   | Rodzaj    |
| ------- | ------- | --------- |
| 0616132 | Kresy   | część wsi |
| 0616149 | U Młyna | część wsi |

Wierni kościoła rzymskokatolickiego należą do parafii Świętej Trójcy w Chotczy Dolnej.
W latach 1975–1998 miejscowość administracyjnie należała do województwa radomskiego.
8 sierpnia 1943 żandarmeria niemiecka z posterunku Lipsko zamordowała rodzinę Piotra Turbiarza oraz kilku mężczyzn z sąsiednich domów. Zastrzelono 12 osób. Powodem mordu było ukrywanie zbiegłego z niewoli oficera radzieckiego. 18 stycznia 1944 oddział z tego samego posterunku aresztował we wsi wiele osób. Po wywiezieniu ich do wsi Gniazdków Niemcy rozstrzelali 11 osób.